# Монта
Монта (итал. Montà) — коммуна в Италии, располагается в регионе Пьемонт, в провинции Кунео.
Население составляет 4544 человека (2008 г.), плотность населения составляет 175 чел./км². Занимает площадь 26 км². Почтовый индекс — 12046. Телефонный код — 0173.
Покровителем коммуны почитается святой Антоний Великий, празднование 17 января.

## Демография
Динамика населения:

## Администрация коммуны
- Официальный сайт: http://www.comune.monta.cn.it/